# Lutoryż
Lutoryż – wieś w Polsce, położona w województwie podkarpackim, w powiecie rzeszowskim, w gminie Boguchwała.
| SIMC    | Nazwa       | Rodzaj    |
| ------- | ----------- | --------- |
| 0644921 | Babigóra    | część wsi |
| 0644938 | Dół         | część wsi |
| 0644950 | Koło Szkoły | część wsi |
| 0644944 | Kolonia     | część wsi |
| 0644967 | Koryto      | część wsi |
| 0644973 | Pod Lasem   | część wsi |
| 0644980 | Poklasne    | część wsi |
| 0644996 | Przymiarki  | część wsi |

W latach 1975–1998 miejscowość administracyjnie należała do województwa rzeszowskiego.
Z Lutoryża pochodził pilot Jan Baran (1947-1984).
Na terenie sołectwa działają: szkoła podstawowa, punkt przedszkolny, Filia Gminnej Biblioteki Publicznej, Filia Gminnego Ośrodka Kultury i Wypoczynku, jednostka Ochotniczej Straży Pożarnej oraz Koło Gospodyń Wiejskich.
Miejscowość jest siedzibą parafii Matki Bożej Częstochowskiej i Świętego Józefa, należącej do dekanatu Boguchwała, diecezji rzeszowskiej.
Od 2004 w Lutoryżu miał miejsce Festiwal Muzyki Organowej i Kameralnej "Letnie Wieczory Organowe im. prof. Klemensa Gudela", którego pomysłodawcą i kierownikiem artystycznym był Przemysław Lis. Działa tam też klub piłkarski Płomyk Lutoryż, założony w 1994.